# Triggerheart Exelica
Triggerheart Exelica (トリガーハート エグゼリカ Torigā Hāto Eguzerika?, Trigger Heart Exelica en Japón) es un Matamarcianos creado por Warashi, creadores del juego de disparos Shienryu para Sega Saturn. Fue lanzado en arcades japoneses en mayo de 2006. El juego se ejecuta en hardwares de Sega Naomi. Fue relanzada una versión remasterizada para la Xbox 360 en 2008 y en 2009 salió para PlayStation 2 como Triggerheart Exelica Enhanced. Actualmente, la versión de Xbox 360 es retrocompatible con la Xbox One.

## Historia
En una galaxia desconocida lejos de la Vía Láctea, una guerra se está librando entre una flota de seres parecidos a los humanos y una raza de vehículos robóticos conocidos como Ver'mith, dirigidos por una mujer misteriosa llamada Faintear. Dos armas humanoides pertenecientes al equipo de ataque de Triggerheart, las hermanas Exelica y Crueltear, estaban muy ocupadas luchando contra los Ver'mith durante un ataque a un portal abierto, cuando de pronto son tragadas por el portal y llevadas al planeta Tierra. Exelica y Crueltear hicieron de la Tierra su nuevo hogar, ya que no tenía medios para regresar, hasta que un nuevo portal se abre y aparecen los Ver'mith reiniciando su ataque y estableciendo su base en la Tierra. La única esperanza de la Tierra son las hermanas Triggerhearts.

## Personaje
TH60 Exelica (エグゼリカ eguzerika?)
CV. Shiho Kawaragi
Está desarrollada por C.H.I.L.D.A y es el modelo más pequeño y avanzado de la unidad Triggerheart. Su personalidad se aproxima a la de un humano combinada con un gran arsenal. Su rango de disparo es muy amplio, pero su velocidad es más lenta en comparación de su hermana Crueltear.
TH32 Crueltear (クルエルティア kuruerutia?)
CV. Kozue Shimizu
Tiene implantada una personalidad artificial como hermana de Exelica. Algunas de sus características, como su velocidad de movimiento, superan a su hermana. A diferencia de su hermana, su disparo es de forma lineal.
Faintear Imitate (フェインティア イミテイト feintia imiteito?)
CV. Yuuko Ishibashi (Arcade, Dreamcast, XBLA) / Natsuko Kuwatani (PS2)
Apareció antes que Exelica y Crueltear. Ella es una copia de la TH44 Faintear creada por C.H.I.L.D.A. que fue capturada y sus datos se usaron para crear a Imitate. Esta bajo control de los Ver'mith mediante un dispositivo llamado Control Core.